# خورخي بينيتيز (لاعب كرة قدم)
خورخي بينيتيز (بالإسبانية: Jorge Benitez)‏ هو لاعب كرة قدم باراغواياني في مركز الهجوم، ولد في 2 سبتمبر 1992 في أسونسيون في باراغواي. شارك مع منتخب باراغواي لكرة القدم. أما مع النوادي، فقد لعب مع كروز آزول ونادي أولمبياكوس ونادي غواراني ونادي مونتيري.

## وصلات خارجية
- خورخي بينيتيز (لاعب كرة قدم) على موقع قاعدة بيانات كرة القدم.إي يو (الإنجليزية)
- خورخي بينيتيز (لاعب كرة قدم) على موقع ناشيونال فوتبول تيمز (الإنجليزية)
- خورخي بينيتيز (لاعب كرة قدم) على موقع Soccerway.com (الإنجليزية)
- خورخي بينيتيز (لاعب كرة قدم) على موقع AS.com (الإسبانية)